# Ninel Kroetova
Ninel Vasiljevna Kroetova (Russisch: Нинель Васильевна Крутова) (Kiev, 3 januari 1926) is een in de huidige Oekraïne geboren voormalig schoonspringster die uitkwam voor de Sovjet-Unie. Ze nam deel aan drie edities van de Olympische Zomerspelen: Helsinki 1952, Melbourne 1956 en Rome 1960. Kroetova werd in 1958 Europees kampioen op de 3 meter plank.

## Biografie
De Oekraïense Kroetova nam in 1952 voor de Sovjet-Unie deel aan de Olympische Zomerspelen in Helsinki op zowel de 3 meter plank als de 10 meter toren. Ze werd er respectievelijk vierde en veertiende. In 1956, op de Olympische Zomerspelen in Melbourne, deed ze mee aan alleen de wedstrijden op de plank, en werd tiende. Haar succesvolste Spelen werden de Olympische Zomerspelen in Rome (1960). Kroetova nam toen weer deel aan beide disciplines; ze werd vijfde op de plank en won brons op de toren.
Ze was eind jaren 50 en begin jaren 60 de beste Sovjet-schoonspringster. Kroetova, na haar huwelijk heette ze Bezzabotnova, was meervoudig nationaal kampioene op de plank (1955, 1957 en 1959) en op de toren (1949, 1959, 1960-1963). Bij haar deelnames aan de Europese kampioenschappen bemachtigde ze de gouden (1958, plank) en de zilveren medaille (1962, toren).
Ze was elf toen ze begon met de zwemsport, maar de grote successen kwamen pas nadat ze vanaf 1958 werd gecoacht door Tatjana Petroechina. Kroetova stopte in 1964 met schoonspringen. Naderhand nam ze met Raisa Gorochovskaja deel aan wedstrijden voor veteranen. Ze werd in 1958 onderscheiden met de Master of Sports en kreeg later het Ereteken van de Sovjet-Unie.

## Erelijst
- Olympische Zomerspelen: 1×
- Europese kampioenschappen: 1× , 1×